# Gelderland (schip, 1982)
De Gelderland is een blusboot die gestationeerd is in Tiel. De boot wordt voornamelijk ingezet op de Waal, maar ook op het Maas-Waalkanaal, de Maas, het Pannerdens kanaal en de Rijn indien nodig. De boot is eigendom van het Ministerie van Justitie en Veiligheid (V en J) maar is in beheer bij de regionale brandweer Gelderland-Zuid.

## Specificaties
Het schip is 23,40 m lang, 4,86 m breed en heeft een diepgang van 1,80 m. De drie dieselmotoren leveren ieder 320kW en geven het schip een maximumsnelheid van ongeveer 30 km/uur. Het schip is in 1982 in Warmond gebouwd door de werf Schottel. Het schip beschikt over drie waterkanonnen met een worplengte van meer dan 60 meter.